# 岸本みゆき
岸本 みゆき（きしもと みゆき、1973年 - ）は、日本の脚本家。男性。近畿大学文芸学部芸術学科卒業。
祖父は七代目・竹本住大夫。

## 作品リスト

### テレビアニメ
- 結界師（2006年 - 2008年）
- テイルズ オブ ジ アビス（2008年 - 2009年）
- SDガンダム三国伝 Brave Battle Warriors（2010年 - 2011年）
- ベン・トー（2011年）
- ムシブギョー（2013年）
- 超速変形ジャイロゼッター（2013年）
- 金田一少年の事件簿R（2014年）
- うしおととら（2015年）
- 金田一少年の事件簿R（第2期）（2016年）
- RS計画 -Rebirth Storage-（2016年）

### 映画
- 超電影版 SDガンダム三国伝 Brave Battle Warriors（2010年）

### 漫画
- SDガンダム三国伝 風雲豪傑編（『コミックボンボン』2007年7月号 - 12月号、作画：ときた洸一） - 構成
- BB戦士三国伝 英雄激突編（『ケロケロエース』Vol.2〈2007年12月号〉 - Vol.16〈2009年4月号〉、作画：矢野健太郎） - 構成
- BB戦士三国伝 戦神決闘編（『ケロケロエース』Vol.17〈2009年5月号〉 - Vol.28〈2010年4月号〉、作画：津島直人） - 構成
- SDガンダム三国伝BraveBattleWarriors 創世記（『ガンダムエース』2010年5月号 - 2011年5月号、作画：岩本ゆきお） - 構成
- バディ スピリッツ（『月刊ヒーローズ』2012年2月号 - 2014年6月号、作画：gyuo・構成：黒岩よしひろ） - 脚本[1]
- 麻神闘士ジャンパイザー3（『近代麻雀』2015年2/1号、作画：藤異秀明） - 原作
- バケガミ―化神―（『読売KODOMO新聞』2016年4月28日号 - 2018年4月26日号、作画：藤異秀明） - 原作

### ゲーム
- ルミナスアーク3 アイズ（2009年）
- スーパーロボット大戦L（2010年）
- 最後の約束の物語（2011年）
- スーパーロボット大戦UX（2013年）（ストーリープロット、チーフシナリオライター）

### その他
- シアターGロッソ『海賊戦隊ゴーカイジャー』ショー（脚本）

## 出演

### ゲーム
- ルミナスアーク3 アイズ（2009年）スミルサフ 役

### ニコニコ生放送
- 岸本みゆきの　ミルキー・ナイトクラブ（幹事）
- 饒舌のキャストオフ・ヒーローズ（聞き手）